# Animal Logic
Banda de rock experimental fundada en 1988 por el virtuso exbaterista de The Police, Stewart Copeland y el gran bajista, caracterizado por su estilo musical fusion jazz, Stanley Clarke, los cuales deciden reclutar a la vocalista Deborah Holland. Editan 2 discos "Animal Logic" (1989) del cual incluso se desprende una gira internacional, y "Animal Logic II" (1991) - de este último no hicieron gira -. Después de la edición de su segundo y último álbum viene la desintegración del trío, el cual en palabras del propio Copeland, nunca más volverá a haber alguna grabación de Animal Logic.